# Hanai Sho
Sho Hanai (花井 聖 Hanai Shō, sinh ngày 10 tháng 11 năm 1989 ở Miyoshi, Aichi) là một cầu thủ bóng đá người Nhật Bản thi đấu cho Giravanz Kitakyushu.

## Sự nghiệp
Sinh ra ở Miyoshi, Aichi, Hanai học tại trường Trung học Miyoshi-Kita và Toyota-Otani cùng ở ngoại ô Nagoya. Anh gia nhập học viện trẻ Nagoya Grampus lúc 7 tuổi. Anh được đẩy lên đội một của Nagoya năm 2008.
Hanai gia nhập Tokushima Vortis vào tháng 2 năm 2012 theo dạng chuyển nhượng tự do sau sự giải phóng từ Nagoya. Anh ra mắt trong chiến thắng 2–1 trên sân khách trước Giravanz Kitakyushu vào tháng sau đó, và ghi bàn thắng đầu tiên cho câu lạc bộ trong thắng lại 3–0 trên sân nhà trước Gainare Tottori vào ngày 20 tháng 5 năm 2012.

## Thống kê câu lạc bộ
Cập nhật đến ngày 23 tháng 2 năm 2018.
| Thành tích câu lạc bộ | Thành tích câu lạc bộ | Thành tích câu lạc bộ | Giải vô địch | Giải vô địch | Cúp                   | Cúp                   | Cúp Liên đoàn | Cúp Liên đoàn | Châu lục | Châu lục  | Tổng cộng | Tổng cộng |
| Mùa giải              | Câu lạc bộ            | Giải vô địch          | Số trận      | Bàn thắng    | Số trận               | Bàn thắng             | Số trận       | Bàn thắng     | Số trận  | Bàn thắng | Số trận   | Bàn thắng |
| Nhật Bản              | Nhật Bản              | Nhật Bản              | Giải vô địch | Giải vô địch | Cúp Hoàng đế Nhật Bản | Cúp Hoàng đế Nhật Bản | J. League Cup | J. League Cup | AFC      | AFC       | Tổng cộng | Tổng cộng |
| --------------------- | --------------------- | --------------------- | ------------ | ------------ | --------------------- | --------------------- | ------------- | ------------- | -------- | --------- | --------- | --------- |
| 2008                  | Nagoya Grampus        | J1 League             | 4            | 0            | 1                     | 0                     | 1             | 0             | -        | -         | 6         | 0         |
| 2009                  | Nagoya Grampus        | J1 League             | 2            | 0            | 1                     | 0                     | 0             | 0             | 3        | 0         | 6         | 0         |
| 2010                  | Nagoya Grampus        | J1 League             | 0            | 0            | 3                     | 1                     | 4             | 0             | -        | -         | 7         | 1         |
| 2011                  | Nagoya Grampus        | J1 League             | 1            | 0            | 0                     | 0                     | 0             | 0             | 1        | 0         | 2         | 0         |
| 2012                  | Tokushima Vortis      | J2 League             | 31           | 1            | 1                     | 0                     | -             | -             | -        | -         | 32        | 1         |
| 2013                  | Tokushima Vortis      | J2 League             | 13           | 0            | 1                     | 0                     | -             | -             | -        | -         | 14        | 0         |
| 2014                  | Tokushima Vortis      | J2 League             | 5            | 0            | 2                     | 0                     | 3             | 0             | -        | -         | 10        | 0         |
| 2015                  | V-Varen Nagasaki      | J2 League             | 23           | 1            | 0                     | 0                     | -             | -             | -        | -         | 23        | 1         |
| 2016                  | Giravanz Kitakyushu   | J2 League             | 12           | 0            | 0                     | 0                     | -             | -             | -        | -         | 12        | 0         |
| 2017                  | Giravanz Kitakyushu   | J3 League             | 29           | 7            | 1                     | 3                     | -             | -             | -        | -         | 30        | 10        |
| Tổng                  | Tổng                  | Tổng                  | 120          | 9            | 10                    | 4                     | 8             | 0             | 4        | 0         | 142       | 13        |